# Raionul Dunaiivți, Hmelnîțkîi
Dunaiivți (în ucraineană Дунаєвецький район, transliterat: Dunaievețkîi raion) este un raion în regiunea Hmelnîțkîi, Ucraina. Reședința sa este orașul Dunaiivți.

## Demografie
Componența lingvistică a raionului Dunaiivți
     Ucraineană (98,43%)
     Rusă (1,28%)
     Alte limbi (0,15%)
Conform recensământului din 2001, majoritatea populației raionului Dunaiivți era vorbitoare de ucraineană (98,43%), existând în minoritate și vorbitori de rusă (1,28%).